# Гегський говір
Гегський говір (алб. gegë або gegërishtja) є одним з двох великих діалектів албанської мови, яким розмовляють албанці в північній частині Албанії та Македонії, у Косові, Сербії, Чорногорії, а також Туреччині. Кордон між гегськими та тоскськими говірками проходить річкою Шкумбіні, що тече через центральну Албанію зі сходу на захід.

## Історія
Відомий албанський письменник і політик 19 століття Пашко Васа стверджував, що походження назви гегського говору йде від слова Gjiant, Gegant, Gigand, «гігант». Він спирався на рядок з Гомерівської «Іліяди»: «за горами Акрокероніс лежить земля, заселена гігантами».

## Гегськіносові голосні
| IPA | Написання              |
| --- | ---------------------- |
| [ĩ] | î                      |
| [ɛ̃] | ê                      |
| [ã] | â                      |
| [ɔ̃] | ô (у деяких діалектах) |
| [ỹ] | Y                      |
| [ũ] | û                      |